# فيوديراتي
فيوديراتي (باللاتينية: Foederati) هو اسم كان يُطلَق على الدول التي منحتها روما القديمة امتيازاتٍ خاصَّة مُقابل توفير دعم عسكري للجيش الروماني. كان يُستَعمل هذا المصطلح على نطاقٍ واسع للإشارة إلى الجنود المرتزقة الأجانب (خصوصاً من «البرابرة»)، الذين سُمِحَ لهم بالإقامة داخل حدود الإمبراطورية الرومانية مقابل القتال لها.

## التاريخ

### الجمهورية
منذ بداية عهد الجمهورية الرومانية، كان يستعمل مصطلح الفيوديراتي لوصف أيِّ قبائل وقَّعت مع الحكومة الرومانية معاهدة («فيودوس» أو foedus)، حيث لم تكن هذه القبائل تنتمي لأيّ مستعمرات رومانية ولم يُعتَبر أعضاؤها مواطنين رومان (civitas)، لكن كان يتوقَّع منها تقديم مددٍ من الرجال القادرين على القتال إذا ما وقعت أية مشاكل، وبالتالي كانوا حلفاء لروما. من أبرز أمثلة هذه القبائل قبيلة لاتيوم، التي كانت تُعتَبر حليفة بالدَّم لروما، إلا أنَّ باقي القبائل كانت محض «فيدويرات». إلا أنَّ مُعظم القبائل الموقِّعة لم تكن راضية عن هذه المعاهدة، واعتبرت أنَّ الامتيازات البسيطة التي تحصل عليها من روما ليست كافيةً للتعويض عن الدعم العسكري الذي تقدِّمه، وقد أدى هذا السُّخط إلى قيام حربٍ بين سنتي 90 و88 ق م بين روما وبعض حلفائها المقرَّبين وبين جميع قبائل الفيوديراتي الثائرة، كان الفوزُ فيها من نصيب روما.